# 熊本県道227号並建熊本線
熊本県道227号並建熊本線（くまもとけんどう227ごう なみたてくまもとせん）は、熊本県熊本市南区から熊本市西区に至る一般県道である。

## 概要
熊本市南区並建町から熊本市西区田崎に至る。

### 路線データ
- 起点：熊本県熊本市南区並建町（熊本県道229号畠口川尻停車場線交点）
- 終点：熊本県熊本市西区田崎1丁目（熊本県道28号熊本高森線交点）

## 路線状況

### 重複区間
- 熊本県道28号熊本高森線（支線側、熊本市西区新土河原・新土河原2丁目交差点 - 熊本市西区上代2丁目）

### 道路施設

#### 橋梁
- 熊本西大橋
- 新八島橋
- 薄場橋

#### トンネル
- 万日山トンネル - 延長442mであり、片道2車線である[1]。

## 地理

### 通過する自治体
- 熊本市（南区 - 西区）

### 交差する道路
| 交差する道路                        | 市町村名 | 市町村名 | 交差する場所            | 交差する場所                                                                                            |
| ----------------------------------- | -------- | -------- | ----------------------- | --- |
| 熊本県道229号畠口川尻停車場線       | 熊本市   | 南区     | 植木町大字内            | 起点 |
| 熊本県道51号熊本港線                | 熊本市   | 南区     | 八分字町（現道側）      | |
| 熊本県道51号熊本港線                | 熊本市   | 南区     | 野口2丁目（支線側）     | |
| 熊本県道227号並建熊本線 / 支線      | 熊本市   | 南区     | 野口2丁目               | |
| 熊本県道28号熊本高森線 重複区間起点 | 熊本市   | 西区     | 新土河原2丁目（支線側） | 新土河原2丁目交差点                                                                                     |
| 熊本県道28号熊本高森線 重複区間終点 | 熊本市   | 西区     | 上代2丁目（支線側）     | 城山上代交差点                                                                                          |
| 熊本県道28号熊本高森線              | 熊本市   | 西区     | 田崎1丁目（現道側）     | |
| 熊本県道28号熊本高森線              | 熊本市   | 西区     | 春日1丁目（支線側）     | 春日1丁目交差点 / 支線終点【北緯32度47分33.2秒 東経130度41分34.9秒 / 北緯32.792556度 東経130.693028度】 |

### 沿線
- 白川
- 坪井川
- 熊本市立春日小学校
- 熊本市立白坪小学校
- 熊本市立花陵中学校
- 熊本市立飽田東小学校
- 熊本市立飽田中学校
- 田崎三陽自動車学校
- アクアドームくまもと（熊本市総合屋内プール）